# Gesztenyés-kert
A Gesztenyés-kert egy körülbelül 35 000 négyzetméteres alapterületű közpark a Németvölgyben, Budapest XII. kerületében, nem messze annak legkeletibb fekvésű utcáitól. A magyar főváros lakóinak legnépszerűbb pihenőparkjai közé tartozik, sokszor szolgál rendezvények helyszínéül is.

## Fekvése
A Gesztenyés-kert közvetlenül a budai BAH-csomópont mellett, tehát az Alkotás utca és a Hegyalja út kereszteződésénél terül el, onnan északnyugat felé húzódva. Teljes területe nagyjából egy trapéz alakot formál, melyet kelet felől az Alkotás utca, délnyugat felől a Jagelló út, nyugat felől a Sirály utca, észak felől pedig a Csörsz utca határol. Magának a kertnek a területe kisebb a fent leírt trapéz területénél, mert áll itt néhány lakóház, egy szálloda, egy kongresszusi központ és egy-két további létesítmény is, amelyek által elfoglalt terület nem igazán tekinthető a Gesztenyés-kert részének.

## Története
A mai park helyén egykor az 1885-ben létesített Németvölgyi temető terült el, amit még a 20. század elején bezártak, később pedig lényegében teljes egészében fel is számolták azt. A hajdani temető területén 1984-ben kezdtek parkot kialakítani, azt követően, hogy elkészült a Budapest Kongresszusi Központ és mellette az akkor Novotel nevet viselő szálloda. Létesítése Hetessy Józsefné és Mester Jenő tervei szerint történt, akik javasolták megőrizni a temető régi növényzetének minél nagyobb részét. Ilyen eredetű a park főtengelyében húzódó gesztenyefasor is, amely névadója is lett a területnek.
A park létesítésekor, annak keleti részén szobrászok és népművészek közreműködésével alakítottak ki játszóteret, mely ma is népszerű a környékbeli gyerekek közt, bár az eredetileg ide tervezett fajátékok helyét azóta más, korszerűbb játszóeszközök vették át. Ugyancsak 1984-ben egy emlékművet is avattak a parkban – Somogyi József szobrász és Finta József építész monumentuma a fasizmus üldözötteinek emlékét őrzi –, a következő évben pedig Paizs László Kettős gömb című szobra került ide, a Kongresszusi Központ déli oldalához. Két obeliszk őrzi az 1848–49-es forradalom és szabadságharc honvédsírjainak emlékét; későbbi eredetű, 1992-ben létesült az 1956-os forradalom emlékoszlopa, Kovács Gábor műve.

## Növényvilága
A névadó vadgesztenyék (Aesculus hippocastanum) mellett sok más fa- és cserjefaj is él a park területén; jellegzetes térhatároló az itt található parkolók felől a Júlia-borbolyából (Berberis julianae) és tűztövisből (Pyracantha coccinea) kialakított, áthatolhatatlan sövény. A parkot több helyen, köztük a Hegyalja út felőli végén, a BAH-csomóponti buszmegálló közelében tavasztól őszig színpompás virágágyások is díszítik.

## Képgaléria

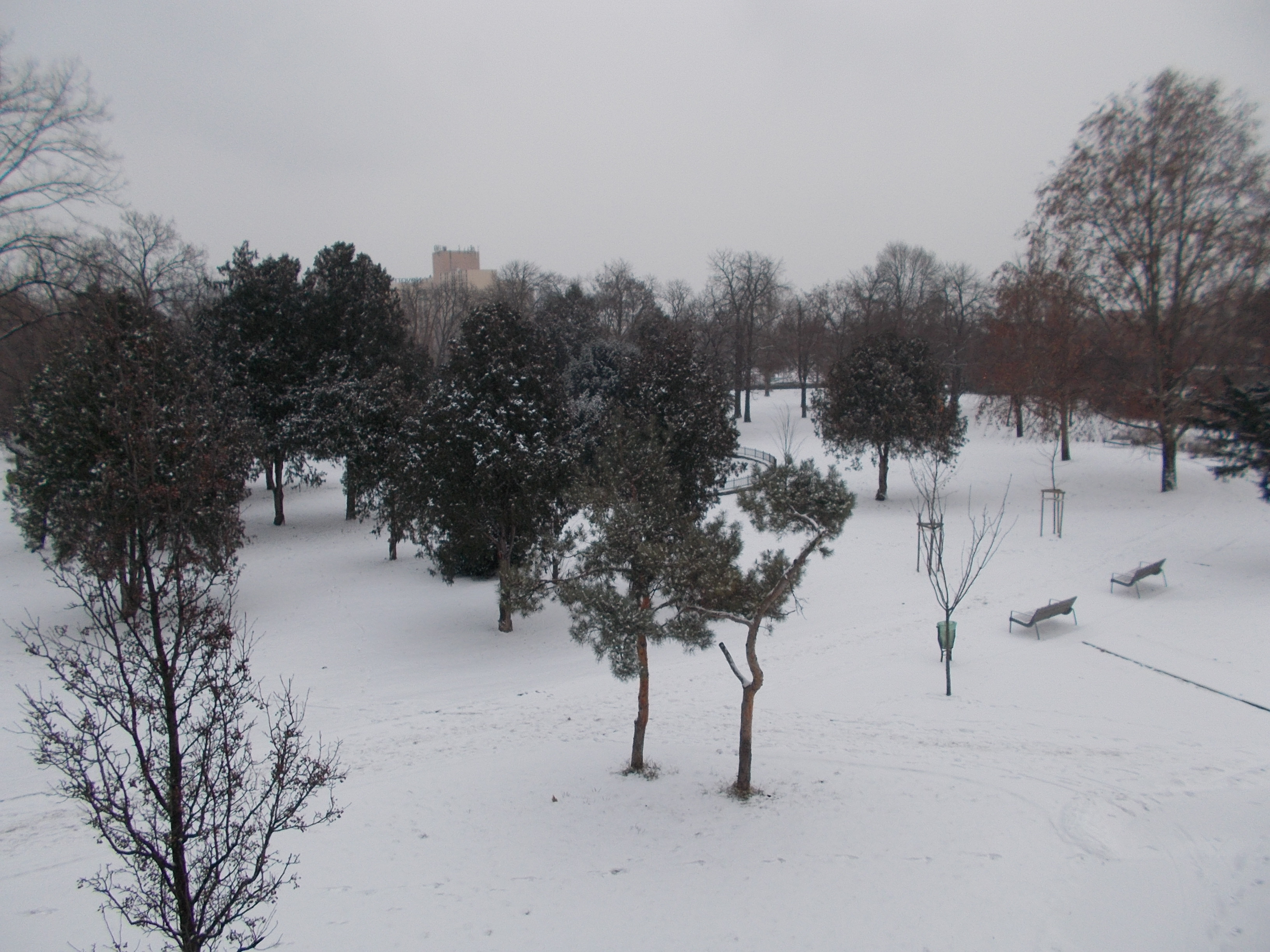
A Gesztenyés-kert télen
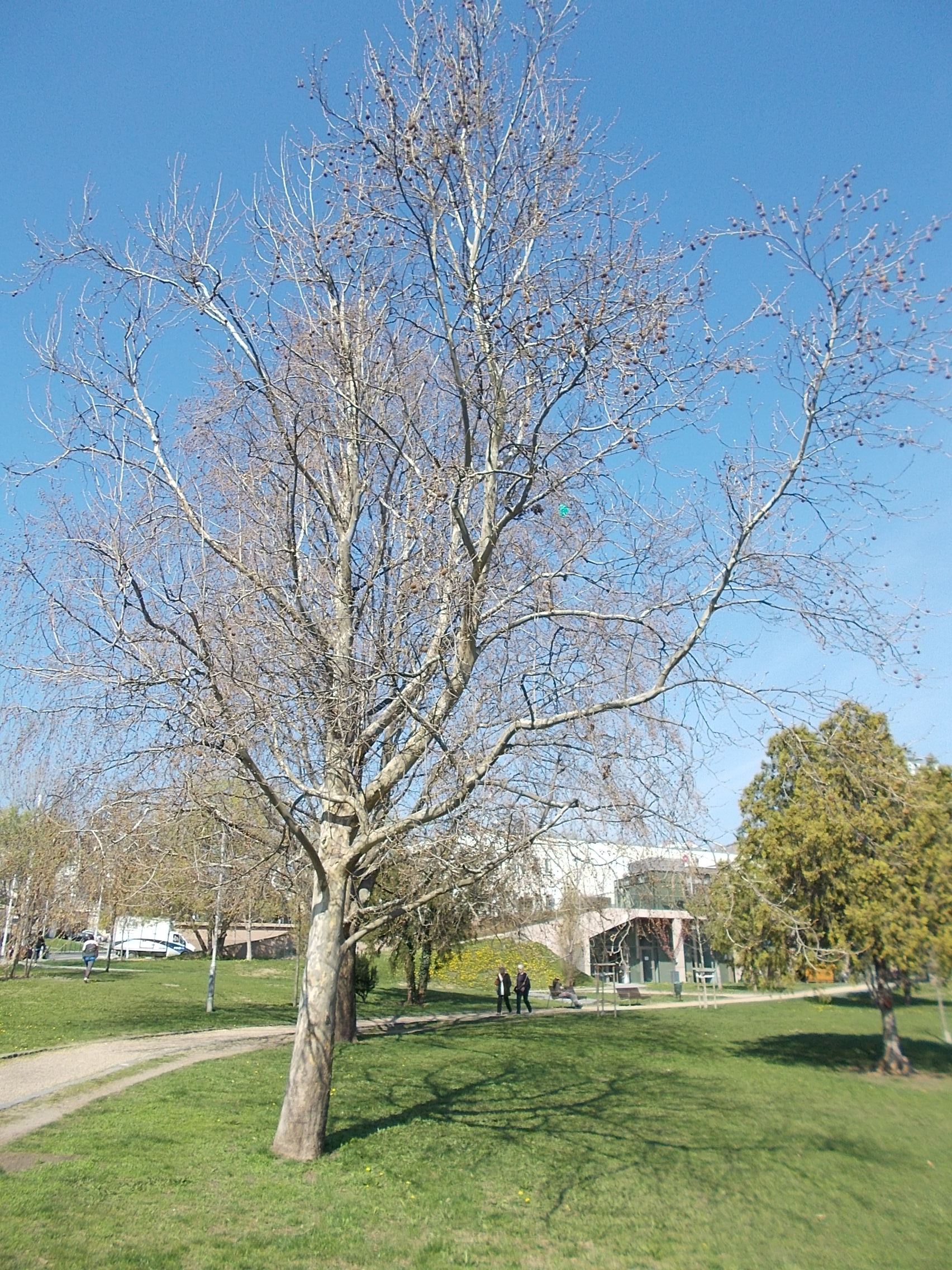
A park egyik platánfája
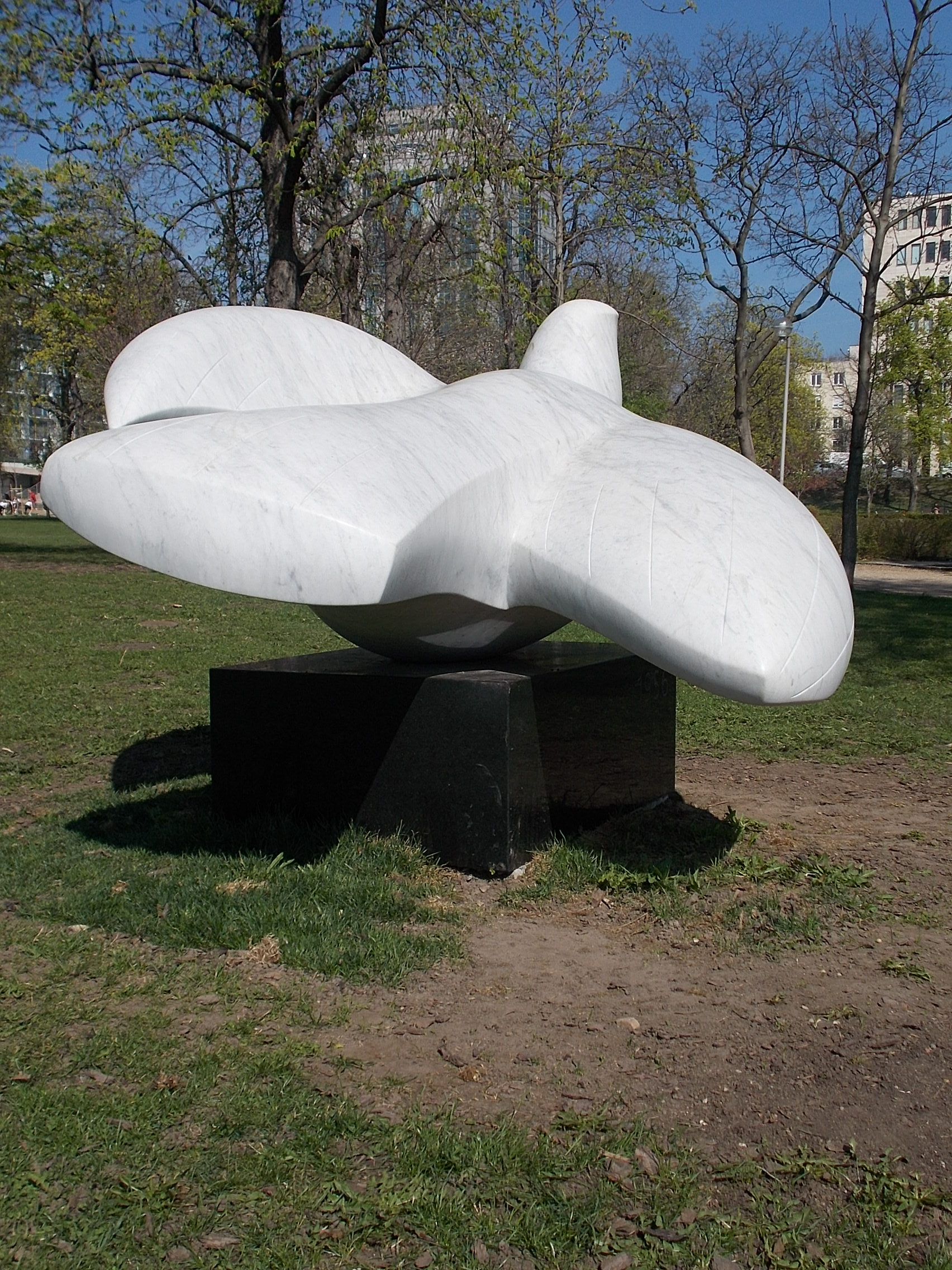
Szmrecsányi Boldizsár 1956-os emlékműve
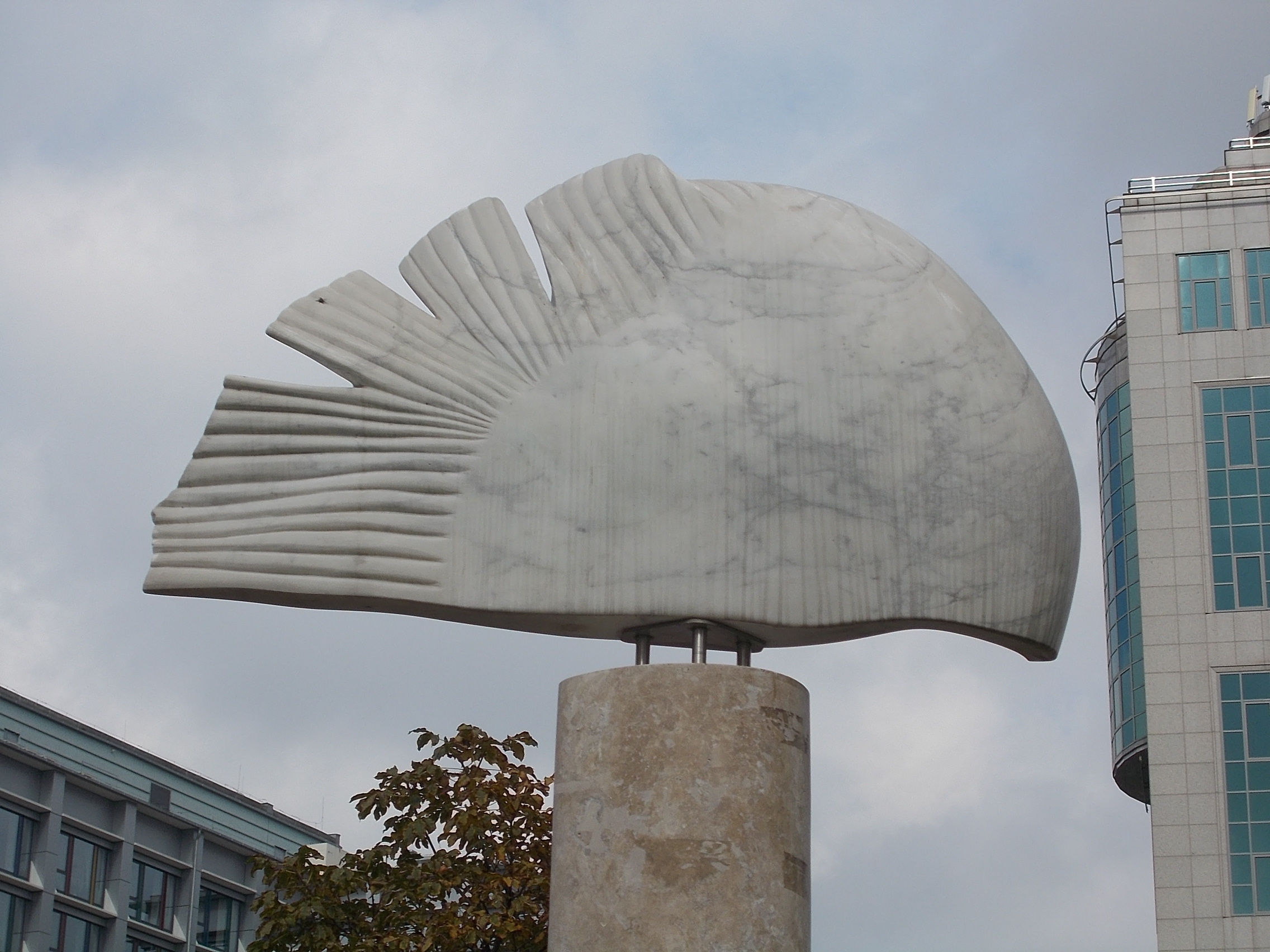
Emlékmű a parkban
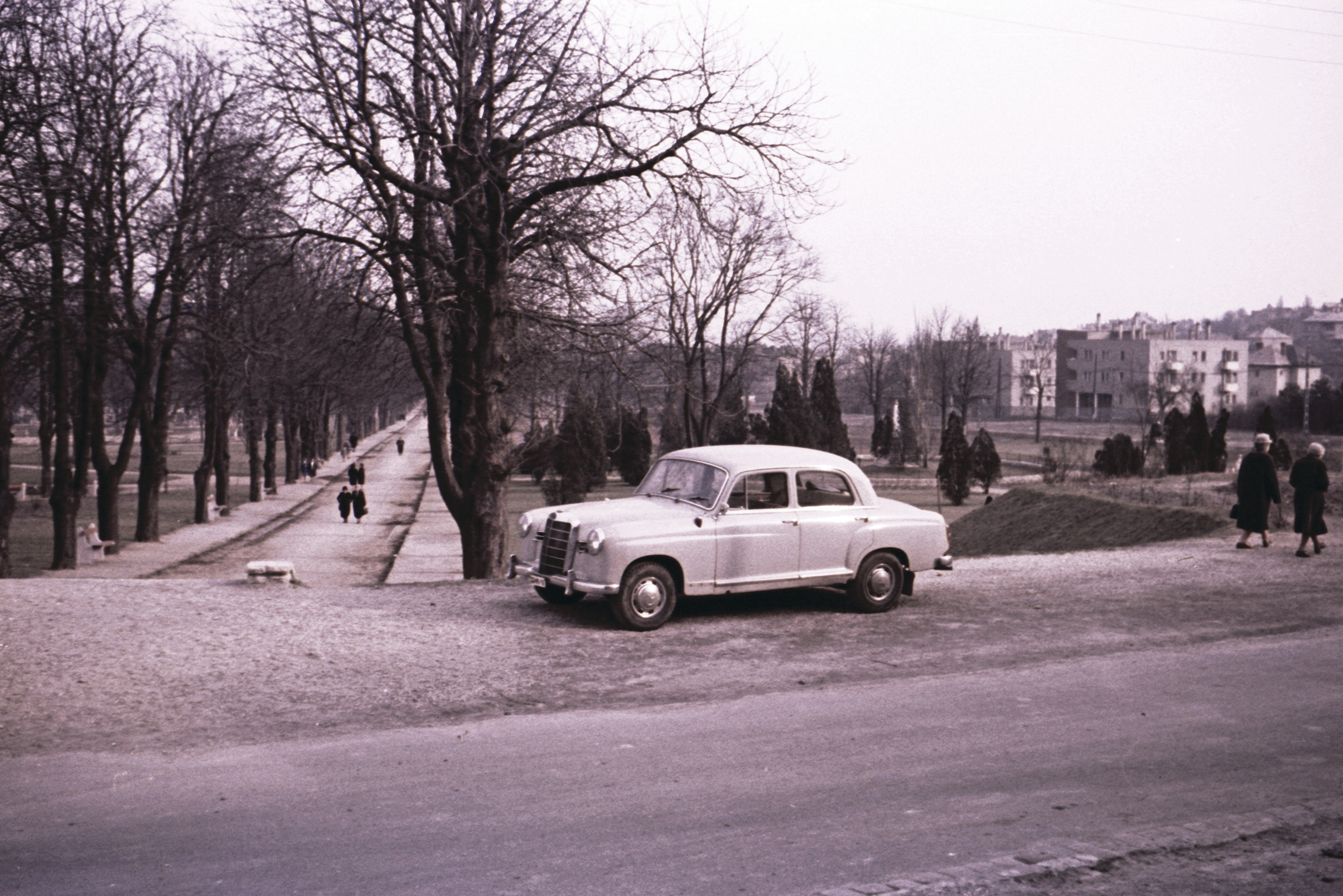
A Gesztenyés-kert a Sirály utca felől; jobbra a Jagelló út épületei, az előtérben egy Mercedes 180 (Fortepan 12251)
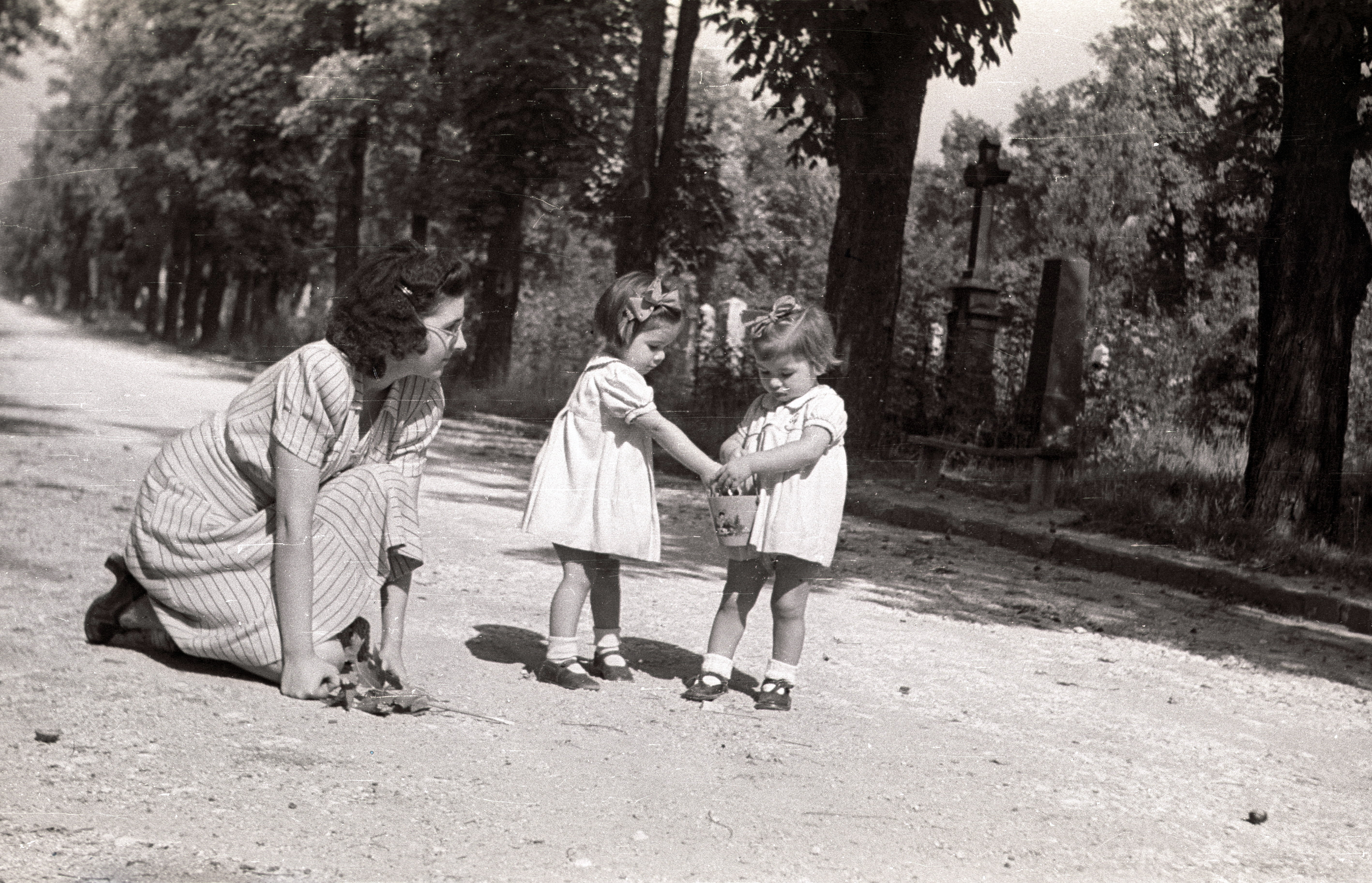
Archív kép az egykori Németvölgyi temetőről
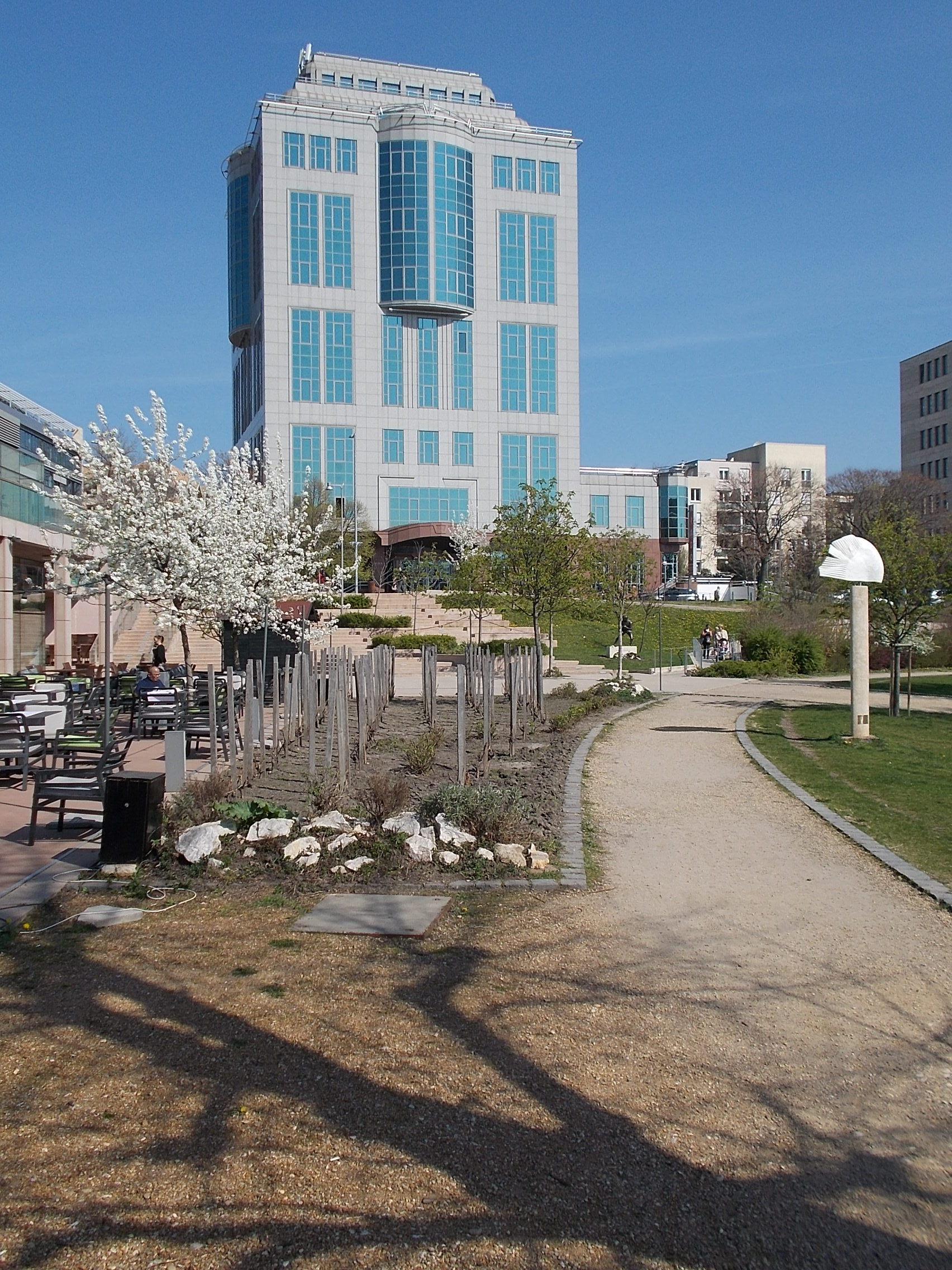
A park nyugati része a szomszédos épületekkel
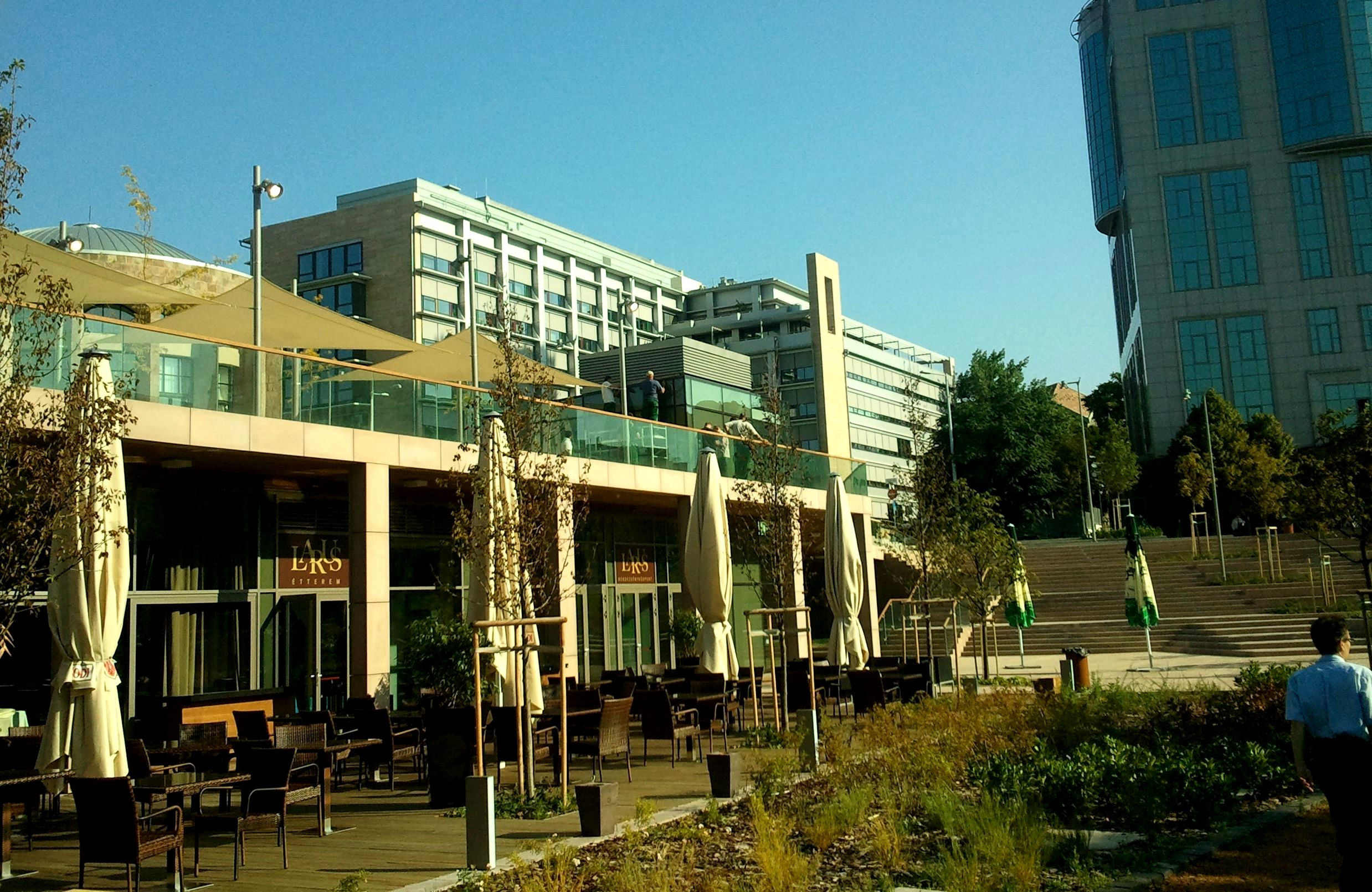
A Gesztenyés-kert nyugati végénél található a 2011-ben teljesen felújított MOM Kulturális Központ